# Kilian Frankiny
Kilian Frankiny (Reckingen-Gluringen, 26 de janeiro de 1994) é um ciclista suíço profissional membro da equipa Team Qhubeka NextHash.

## Palmarés
- 2016
  - Giro do Vale de Aosta, mais 1 etapa

- 2017
  - 3.º no Campeonato da Suíça em Estrada

## Resultados em Grandes Voltas e Campeonatos do Mundo
| Corrida            | Corrida            | 2017 | 2018 | 2019 | 2020 | 2021 |
| ------------------ | ------------------ | ---- | ---- | ---- | ---- | ---- |
|                    | Giro d'Italia      | —    | 43.º | —    | 77.º | 57.º |
|                    | Tour de France     | —    | —    | —    | —    | —    |
|                    | Volta a Espanha    | Ab.  | —    | 21.º | —    | —    |
| Mundial em Estrada | Mundial em Estrada | —    | Ab.  | —    | —    | —    |

—: não participa

Ab.: abandono